# Waldemar Lindgren
Waldemar Lindgren, né le 14 février 1860 à Vassmolösa (Suède) et mort le 3 novembre 1939  à Brighton (Massachusetts, États-Unis), est un géologue suédo-américain. Lindgren a été l'un des fondateurs de la géologie économique moderne.

## Biographie
Waldemar Lindgren naît le 14 février 1860 à Vassmolösa, dans la commune de Kalmar, dans la province historique de Småland, dans le Sud de la Suède. Il est le fils de Johan et Emma Lindgren. Le père de Lindgren était juge et parlementaire, sa mère la fille d'un ecclésiastique. Lindgren a fréquenté la Freiberg Mining Academy, en Allemagne, où il a obtenu son diplôme d'ingénieur mineur en 1882.
En 1884, il entame une carrière de 31 ans à l'Institut d'études géologiques des États-Unis, travaillant sur les gisements de minerai dans les Rocheuses. En 1905, il participe à la fondation de la revue Economic Geology. En 1912, il est nommé chef du département de géologie du Massachusetts Institute of Technology.
Lindgren a été élu membre étranger de l'Académie royale des sciences de Suède en 1931. Lindgren était membre de la Société américaine de minéralogie. Il a été président de la Société américaine de géologie en 1924, (remportant sa médaille Penrose en 1933) et de la Society of Economic Geologists (remportant sa médaille d'or Penrose en 1928).
Les écrits publiés de Lindgren comptent près de 200 titres, sans compter les discussions, les critiques et plus de 1 000 résumés. La plupart de ses publications portent sur les grands gisements de minerai. Les éditions de Mineral Deposits, son manuel largement utilisé, ont été publiées en 1913, 1919, 1928 et 1933.
Il meurt le 3 novembre 1939 à Brighton, dans le Massachusetts.

## Publications notables
- The Gold Belt of the Blue Mountains of Oregon Extrait du 22e rapport annuel (1900-1901) Partie 2: Dépôts de minerai (US Geological Survey. 1902. pages 553–776)
- The water resources of Molokai, Hawaiian Islands (US Geological Survey Water-Supply Paper No. 77. 1903. 62 pages)
- The copper deposits of the Clifton-Morenci district, Arizona (US Geological Survey Professional Paper No. 43. 1905. 375 pages)
- Geology and gold deposits of the Cripple Creek District, Colorado (Lindgren, W., & Ransome, FL US Geological Survey Professional Paper No. 54. 1906. 516 pages)
- The ore deposits of New Mexico (Lindgren, W., Graton, LC, Schrader, FC, & Hill, JM US Geological Survey Professional Paper No. 68 1910. 361 pages)
- The Tertiary Gravels of the Sierra Nevada of California (US Geological Survey Professional Paper No. 73. 1911. 226 pages)
- Mineral Deposits (New York, McGraw-Hill. 1913)